# Tim Duckworth
Timothy Duckworth, detto Tim (California, 18 giugno 1996), è un multiplista britannico.

## Biografia
È nato in California da genitori britannici. La sua società di club è l'Università del Kentucky, compete per la nazionale britannica.

## Palmarès
| Anno | Manifestazione | Sede    | Evento    | Risultato | Prestazione | Note |
| ---- | -------------- | ------- | --------- | --------- | ----------- | ---- |
| 2018 | Europei        | Berlino | Decathlon | 5º        | 8 160 p.    |      |
| 2019 | Europei indoor | Glasgow | Eptathlon | Argento   | 6 156 p.    |      |